# Gunungiella nimitra
Gunungiella nimitra är en nattsländeart som beskrevs av Chantaramongkol och Malicky 1986. Gunungiella nimitra ingår i släktet Gunungiella och familjen stengömmenattsländor. Inga underarter finns listade i Catalogue of Life.